# One More Time (film, 2015)
Pour les articles homonymes, voir One More Time.
Pour plus de détails, voir Fiche technique et Distribution.
One More Time est un drame américain écrit et réalisé par Robert Edwards, sorti en 2015. 

## Synopsis
Un ex-crooner cherche à faire son retour dans l'univers musical tout en aidant sa fille chanteuse à trouver sa propre voie.

## Fiche technique
- Titre original et français : One More Time
- Réalisation : Robert Edwards
- Scénario : Robert Edwards
- Direction artistique : Fletcher Chancey
- Décors : Nora Mendis
- Costumes : Malgosia Turzanska
- Photographie : Anne Etheridge
- Montage : Mollie Goldstein
- Musique : Joel McGinty
- Production : Lucas Joaquin, Saemi Kim, Saerom Kim, Lars Knudsen, Chris Maybach, Ferne Pearlstein et Jay Van Hoy
- Sociétés de production : Maybach Film Productions et Parts and Labor
- Sociétés de distribution : 
 : Starz
- Pays d'origine :  États-Unis
- Langue originale : anglais
- Format : Couleur
- Genre : film dramatique
- Durée : 98 minutes
- Dates de sortie :  
  -  : 
    - 18 avril 2015 (Tribeca Film Festival)
    - 25 juillet 2015 (San Francisco Jewish Film Festival (en))
    - 9 octobre 2015 (Hamptons International Film Festival)
    - 8 avril 2016

  -  6 avril 2017 (VOD)

## Distribution
- Christopher Walken (VF : Bernard Tiphaine) : Paul
- Amber Heard : Jude
- Kelli Garner : Corinne
- Hamish Linklater (VF : Damien Ferrette) : Tim
- Ann Magnuson : Lucille
- Oliver Platt (VF : Daniel Lafourcade) : Alan
- Henry Kelemen : David
- Sandra Berrios : Lourdes